# トーラ・エ・ピッチッリ
トーラ・エ・ピッチッリ（伊: Tora e Piccilli）は、イタリア共和国カンパニア州カゼルタ県にある、人口約740人の基礎自治体（コムーネ）。

## 地理

### 位置・広がり

#### 隣接コムーネ
隣接するコムーネは以下の通り。
- コンカ・デッラ・カンパーニア
- マルツァーノ・アッピオ
- プレゼンツァーノ

### 気候分類・地震分類
トーラ・エ・ピッチッリにおけるイタリアの気候分類 (it) および度日は、zona D, 1736 GGである。
また、イタリアの地震リスク階級 (it) では、zona 2 (sismicità media) に分類される。